# Camp Film City
Camp Film City är namnet på KFORs huvudcamp i Pristina. Från och med KS22 grupperade här även det svenska truppbidraget till KFOR, efter att svenskarna lämnat sin större förläggning, Camp Victoria. I oktober 2013 lämnade den sista svenska truppstyrkan KS27 förläggningen. Området var tidigare nyttjat av den jugoslaviska filmindustrin. 